# New Zealand National Soccer League
New Zealand National Soccer League bezeichnet eine Reihe von Fußballwettbewerben in Neuseeland, die zwischen 1970 und 2003 ausgetragen wurden und dessen Sieger neuseeländischer Fußballmeister wurde. 2004 wurde die National Soccer League durch die New Zealand Football Championship abgelöst, jedoch ist deren Status umstritten, da sie den Traditionsmannschaften keine Möglichkeit der Teilnahme bietet, da es sich um eine reine Franchise-Liga handelt.

## 1970 bis 1992
Die erste Sportliga Neuseelands war 1970 die National Soccer League. Sie orientierte sich in ihrem Ablauf an den europäischen Profiligen, jedes Team spielte zweimal gegen jedes andere Team der Liga. Ein Sieg bedeutete zwei Punkte, ein Unentschieden einen Punkt. Der Tabellenführer am Ende der Saison war somit der neuseeländische Meister. Außerdem gab es eine Abstiegs- und eine Aufstiegsrunde, somit war die Liga theoretisch für jeden Verein Neuseelands erreichbar.
In der ersten Saison 1970 nahmen acht Teams teil. Drei Vereine stammten aus Nord- und drei aus Zentralneuseeland. Die vier startberechtigten Clubs Südneuseelands (Christchurch City, Rangers, Shamrock und Technical) schlossen sich zu Christchurch United zusammen. Der letzte Startplatz wurde durch zwei Entscheidungsspiele zwischen dem Viertplatzierten der Northern League (North Shore United) und dem Viertplatzierten der Central League (Hungaria) ausgespielt. Am Ende konnte sich Hungaria durchsetzen.
Die Endtabelle der ersten Fußballliga Neuseelands lautete wie folgt:
| Pl. | Verein              | Sp. | S  | U | N  | Tore    | Diff. | Punkte |
| --- | ------------------- | --- | -- | - | -- | ------- | ----- | ------ |
| 1.  | Blockhouse Bay      | 14  | 10 | 2 | 2  | 040:160 | +24   | 22     |
| 2.  | Eastern Suburbs     | 14  | 10 | 2 | 2  | 033:170 | +16   | 22     |
| 3.  | Christchurch United | 14  | 9  | 2 | 3  | 040:260 | +14   | 20     |
| 4.  | Mt Wellington       | 14  | 7  | 3 | 4  | 035:330 | +2    | 17     |
| 5.  | Stop Out            | 14  | 4  | 2 | 8  | 025:380 | −13   | 10     |
| 6.  | Gisborne City       | 14  | 3  | 3 | 8  | 022:310 | −9    | 09     |
| 7.  | Hungaria            | 14  | 3  | 3 | 8  | 024:360 | −12   | 09     |
| 8.  | Western Suburbs     | 14  | 1  | 1 | 12 | 018:400 | −22   | 03     |

Da im folgenden Jahr die Liga auf zehn Vereine erweitert wurde, vermied Western Suburbs den Abstieg. Erster Meister Neuseelands wurde Blockhouse Bay.
Die National Soccer League existierte in dieser Form bis 1992:
| Jahr | Vereine | Meister                   | Zweiter             | Bemerkungen |
| ---- | ------- | ------------------------- | ------------------- | --- |
| 1970 | 8       | Blockhouse Bay            | Eastern Suburbs     | Erste Saison |
| 1971 | 10      | Eastern Suburbs           | Mt Wellington       | Hungaria und Miramar Rangers fusionierten zu Wellington City, Caversham, Maori Hill und Dunedin Technical zu Dunedin Suburbs.                                       |
| 1972 | 10      | Mt Wellington             | Blockhouse Bay      | Mt Albert-Ponsonby kooperierten mit Eden und änderten ihren Namen zu Auckland City FC                                                                               |
| 1973 | 10      | Christchurch United       | Mt Wellington       | |
| 1974 | 10      | Mt Wellington             | Christchurch United | |
| 1975 | 10      | Christchurch United       | North Shore United  | |
| 1976 | 10      | Wellington Diamond United | Mt Wellington       | |
| 1977 | 12      | North Shore United        | Stop Out            | Christchurch United änderten ihren Namen in Trans Tours United |
| 1978 | 12      | Christchurch United       | Mt Wellington       | Trans Tours United änderten ihren Namen zurück in Christchurch United                                                                                               |
| 1979 | 12      | Mt Wellington             | Christchurch United | |
| 1980 | 12      | Mt Wellington             | Gisborne City       | |
| 1981 | 12      | Wellington Diamond United | Dunedin City        | |
| 1982 | 12      | Mt Wellington             | North Shore United  | |
| 1983 | 12      | Manurewa                  | North Shore United  | Für einen Sieg gab es ab 1983 drei Punkte |
| 1984 | 12      | Gisborne City             | Papatoetoe          | |
| 1985 | 12      | Wellington United         | Gisborne City       | Wellington Diamond United fusionierte mit Wellington City und spielte unter dem Namen Wellington City Diamond United, verkürzten diesen jedoch zu Wellington United |
| 1986 | 12      | Mt Wellington             | Miramar             | |
| 1987 | 14      | Christchurch United       | Gisborne City       | |
| 1988 | 14      | Christchurch United       | Mt Wellington       | |
| 1989 | 14      | Napier City Rovers        | Mt Maunganui        | |
| 1990 | 14      | Waitakere City FC         | Mt Wellington       | |
| 1991 | 14      | Christchurch United       | Miramar             | |
| 1992 | 14      | Waitakere City FC         | Waikato United      | Letzte Saison |

## 1993 bis 1995
Der Nachfolgewettbewerb der National Soccer League war die Superclub competition. Hieran nahmen 30 Vereine teil, die in drei Regionen eingeteilt wurden. Diese Vorrunde wurde gefolgt von einer Endrunde, in der die besten acht Teams einmal gegeneinander antraten. Die Sieger dieser Jahre waren:
- Napier City Rovers (1993)
- North Shore United (1994)
- Waitakere City (1995)

Nach nur drei Jahren wurde dieser Modus jedoch wieder abgeschafft, da er den Vereinen keine finanzielle Sicherheit garantieren konnte.

## 1996 bis 1998
Die neue Liga trug den Namen National Summer Soccer League und fand hauptsächlich während der Sommermonate statt. Die teilnehmenden Vereine wurde eingeladen, Kriterien waren u. a. die Finanzlage des Vereins und die Lage innerhalb Neuseelands. Am Ende der Saison fanden die Playoffs statt, durch welche der neuseeländische Meister ermittelt wurde. Der Sieger einer Partie erhielt vier Punkte, wenn dieser Sieg innerhalb der regulären Spielzeit erzielt werden konnte. Bei einem Sieg nach Elfmeterschießen bekam das siegreiche Team zwei Punkte, das unterlegene Team einen Punkt. Die Meister dieser Jahre waren:
- Waitakere City (1996 und 1997)
- Napier City Rovers (1998)

## 1999
1999 wurde der neuseeländische Meister in einem Finalspiel ausgespielt. Dazu wurde die Northern Island Soccer League (NISL), sowie die Southern Island Soccer League (SISL) gegründet. Die Sieger dieser beiden Ligen spielten den Meister aus. In diesem Fall waren dies Central United (NISL) und Dunedin Technical (SISL). Das Endergebnis lautete 3:1 für Central United nach Verlängerung.

## 2000 bis 2003
Im Jahr 2000 wurde der alte Modus der Jahre 1970 bis 1992 wieder eingeführt. Als Zusatz endete die Saison mit Playoffspielen, außerdem erhielt ein Team in der ersten Saison einen Zusatzpunkt, wenn es mehr als vier Tore erzielte. Diese Regel wurde jedoch nach einer Saison bereits wieder abgeschafft.
| Jahr | Vereine | Meister            | Zweiter   |
| ---- | ------- | ------------------ | --------- |
| 2000 | 10      | Napier City Rovers | Caversham |
| 2001 | 10      | Central United     | ?         |
| 2002 | 10      | Miramar Rangers    | ?         |
| 2003 | 10      | Miramar Rangers    |           |

## 2004
2004 wurde kein Meister ausgespielt. Das Jahr galt als Übergangsjahr für die neu gegründete New Zealand Football Championship.

## Statistik
Vereine nach Titelgewinnen (von 1970 bis 2003)
| Titel | Verein                                                | Jahre                                             |
| ----- | ----------------------------------------------------- | ------------------------------------------------- |
| 6     | Mt Wellington Christchurch United                     | 1972, 74, 79, 80, 82, 86 1973, 75, 78, 87, 88, 91 |
| 5     | Waitakere City                                        | 1990, 92, 95, 96, 97                              |
| 4     | Napier City Rovers                                    | 1989, 93, 98, 2000                                |
| 3     | Wellington United                                     | 1976, 81, 85                                      |
| 2     | North Shore United Central United Miramar Rangers     | 1977, 94 1999, 2001 2002, 03                      |
| 1     | Blockhouse Bay Eastern Suburbs Manurewa Gisborne City | 1970 1971 1983 1984                               |

- Höchste Anzahl an Siegen pro Saison: 20
  - Mt Wellington (1979 in 22 Spielen)
  - Christchurch United (1988 in 26 Spielen)
  - Waitakere City (1990 in 26 Spielen)
- Niedrigste Anzahl an Siegen pro Saison: 0
  - Rangers (1981 in 22 Spielen)